# Савез удружења за помоћ ментално недовољно развијеним особама Србије
Савез удружења за помоћ ментално недовољно развијеним особама Србије је добровољно, недобитно и нестраначко удружење, основано на неодређењно време у циљу унапређења права и положаја ментално недовољно развијених особа и особа са вишеструким развојним сметњама на територији Републике Србије.
Основан је 1961. године, седиште му је у Београду, а окупља преко 60 локалних удружења у држави.

## Опште информације
Савез је основан 21. маја 1961. године, а налази се на адреси Трг Николе Пашића 5 у Београду. Његов циљ је да обезбеди достојанствен живот особа са интелектуалним сметњама и њиховим породицама уз интегрисан систем подршке и пуну укљученост у живот заједнице.
Органи савеза су Скупштина, Управни и Надзорни одбор.

## Историјат
Савез је од 1961. године афимрисао удружења родитеља као механизам партнерства између детета и социјалне заштите. Оснивачка скупштина Друштва за помоћ МНРО у Србији одржава је уз присуство преко шест стотина родитеља, стручњака и друштвено политичких радника, представника Социјалистичког савеза Југославије, органа, институција и установа из НР Србије и Београда. Први председник Друштва била је Љубица Михић, потпредседници Вилим Бојић и Павле Костић, а секретари Споменка Ђорђевић и Слободан Јевтић.
Друга скупштина одржана је 21. маја 1969. године и том приликом је Друштво прерасло у Савез друштава. За председника је изабран Боривоје Радојчић, а за секретара Споменка Ђорђевић.
Досадашњи председници Савеза :
- Љубица Михић
- Проф.др Борислав Радојчић
- Проф. др Добрила Стефановић
- Тахир Делић
- Зоран Димитријевић

Досадашњи секретари Савеза :
- Споменка Ђорђевић
- Слободан Јевтић
- Љубица Јовић
- Душан Луковић
- Светлана Влаховић